# Badgastein (krater)
Badgastein – krater na powierzchni planetoidy (951) Gaspra o średnicy 0,4 km, położony na 25° szerokości północnej i 3° długości zachodniej.
Decyzją Międzynarodowej Unii Astronomicznej w 1994 roku został nazwany od popularnego austriackiego uzdrowiska Bad Gastein.